# Muba Babel United
Muba Babel United Football Club ist ein Fußballverein aus dem Regierungsbezirk Musi Banyuasin auf Sumatra in Indonesien. Der Verein entstand im März 2020 aus dem Zusammenschluss der Vereine Muba United und Babel United, der erst 2019 aus dem Zusammenschluss der Vereine Aceh United und Timah Babel United entstand. Aktuell spielt der Verein in der zweithöchsten Liga des Landes, der Liga 2.

## Stadion
Seine Heimspiele trägt der Verein im  2.500 Zuschauer fassenden Serasan Sekate Stadion in Sekayu aus. 